# Vetekli

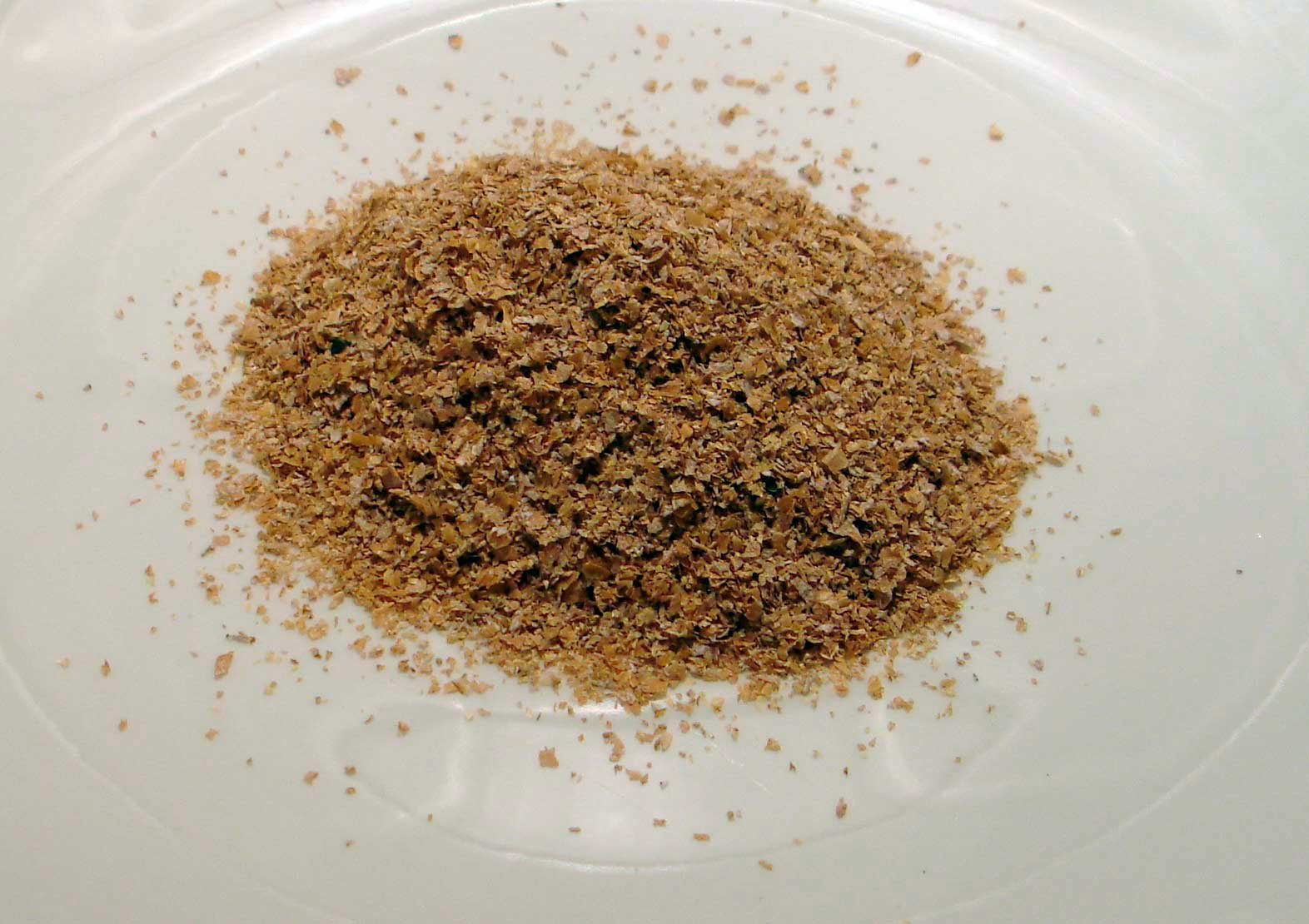
Vetekli

Vetekli är kli av vete. Det framställs av det tunna hölje som omger sädesslagets kärna. Vetekornets skaldelar innehåller inte gluten i sig, men vid framställningen kan andra delar av vetekornet hamna bland skaldelarna.
Vetekli av standardsort innehåller ca 40% kostfiber. Det finns även en grövre variant, kruskakli, som består till ca 50% av kostfiber.